# Roy Ashton (Fußballspieler)
Roger William „Roy“ Ashton (* 16. August 1921 in Llanidloes; † Juli 1985 in Neath) war ein walisischer Fußballspieler.

## Karriere
Ashton kam während des Zweiten Weltkriegs zum AFC Wrexham und absolvierte am 18. März 1944 gegen die Bolton Wanderers (Endstand 3:3) seinen ersten Einsatz, ihm wurde hierbei eine „herausragende Darbietung“ bescheinigt. Wegen der Kriegshandlungen war der reguläre Spielbetrieb noch bis 1946 ausgesetzt, Ashton kam in den Ersatzwettbewerben zu insgesamt 27 Einsätzen für Wrexham. Zunächst noch Amateur, stieg er im Dezember 1945 zum Profi auf und befand sich zumeist in Konkurrenz zu Dave Whitelaw. Im FA Cup 1945/46, der das einzige Mal in seiner Geschichte in Hin- und Rückspielen ausgetragen wurde, erhielt er in fünf von sechs Partien den Vorzug, als nach Erfolgen über Crewe Alexandra und Shrewsbury Town in der dritten Runde der Erstligist FC Blackpool klar überlegen war und sich mit zwei 4:1-Siegen durchsetzte. Sein letzter Einsatz bei Wrexham datiert vom 16. Februar 1946, möglicherweise auch aufgrund des im Dezember 1945 berichteten bevorstehenden Militärdienstes Ashtons bei der Royal Air Force.
Im April 1948 wurde er als aus Liverpool kommender Neuzugang bei Cardiff City vorgestellt und bestritt am letzten Spieltag der Zweitligasaison 1947/48 als Vertretung von Danny Canning gegen den FC Barnsley seine erste Partie in der Football League, presseseitig wurde über Ashtons Auftritt bei dem 2:1-Sieg seiner Mannschaft berichtet: „Barnsley, unter Umständen, war unglücklich in Ashton einem inspirierten Torhüter gegenüber zu stehen, der ein ums andere Mal seine Mannschaft mit einer Reihe großartiger Paraden rettete. Ohne Zweifel war dies die beste Vorführung des Torhüterspiels der Saison in diesem Stadion.“ In der folgenden Saison 1948/49 fiel er verletzungsbedingt für längere Zeit aus und wurde am Saisonende an Bath City abgegeben. Grund für den Wechsel soll auch seine berufliche Planung gewesen sein, da er dort seinen Lebensmittelpunkt hatte und je nach Bericht einen dreijährigen Physiotherapiekurs oder einen Strahlentherapiekurs in einem örtlichen Krankenhaus belegte. Zu Beginn der Saison 1949/50 bestritt er zwei Pflichtspiele für Bath City, verließ den Klub aber bereits im Dezember 1949 Richtung AFC Newport County.
Dort gab er im März 1950 als Ersatz für den verletzten Stammtorhüter Harrison Fearnley sein Debüt in der Football League Third Division South und wurde für seinen Auftritt beim 1:1-Unentschieden im Heimspiel gegen Port Vale presseseitig gelobt: „Der frühere Bath-City-Torhüter Roy Ashton konnte kein erfolgreicheres Debüt für seine Mannschaft geben. Sein Urteilsvermögen, Stellungsspiel, Strafraumbeherrschung und seine Kaltschnäuzigkeit beim Hinabtauchen in die Füße angreifender Stürmer waren erfreulich anzusehen.“ Seine „exzellente Form“ sorgte auch dafür, dass er nach Fearnleys Genesung den überwiegenden Teil der Partien bis Saisonende bestritt und hierbei zu insgesamt zehn Ligaeinsätzen kam. Einen ungewöhnlichen Auftritt hatte er bei einer 0:3-Niederlage bei Nottingham Forest, in der er zunächst „einige Wunderparaden vollbrachte, Newports Retter war, wieder und wieder den pausenlosen Angriff, insbesondere Love, um Tore beraubte und nach einem heftigen Rempler von Capel, der seine rechte Schulter prellte, tapfer weitermachte.“ Nach dem Treffer zum 0:3 wechselte er – Auswechslungen waren nicht erlaubt – auf Linksaußen und brachte nach Pressemeinung „Pep in eine erlahmende Sturmreihe“.
In der Saison 1950/51 kam er lediglich Ende September 1950 bei einer 2:4-Niederlage gegen Crystal Palace zum Einsatz, bei der er „nicht beeindruckte“. In der Folge kurzzeitig bei Merthyr Tydfil FC aktiv, kehrte er im Dezember 1950 zu Newport County zurück, kam aber zu keinem weiteren Pflichtspieleinsatz in der ersten Mannschaft, insgesamt bestritt er während seiner Zugehörigkeit den Großteil seiner Einsätze für die Reservemannschaft. In der Folge spielte er für Milford United sowie in der Southern League für Headington United, bei denen er den Großteil der Saison 1951/52 als Stammtorhüter fungierte und 31 Ligaeinsätze bestritt, und Barry Town, wo er Ende 1952 einen Beinbruch erlitt.